# Gravitón (cómic)
Gravitón (Franklin Hall) es un personaje que aparece en los cómics estadounidenses publicados por Marvel Comics. Creado por el escritor Jim Shooter y el artista Sal Buscema, apareció por primera vez en Avengers # 158 (abril de 1977). Con los años se ha opuesto principalmente a Los Vengadores en sus diversas encarnaciones.
Originalmente un investigador, Franklin Hall gana la capacidad de controlar la gravedad; corrompido por este poder, se convierte en un supervillano usando el nombre «Graviton». Él es confrontado y derrotado por Los Vengadores mientras intentaba destruir las instalaciones donde realizó su investigación original. En apariciones posteriores, Graviton parece luchar con el control de sus poderes y, a menudo, pierde debido a esto. Más de una historia ha representado la aparente muerte de Graviton, solo para que regrese posteriormente a través de varios medios. Más tarde se convierte en parte del Alto Consejo de Advanced Idea Mechanics (A.I.M.) como «Ministro de Ciencia».
Graviton ha aparecido en la serie animada, The Avengers: Earth's Mightiest Heroes, con la voz de Fred Tatasciore. Franklin Hall hizo su debut de acción en vivo en la primera temporada de la serie de televisión Agents of S.H.I.E.L.D., parte del Universo Cinematográfico de Marvel, interpretado por Ian Hart, mientras que su identidad de Gravitón es asumida por el personaje recurrente Glenn Talbot interpretado por Adrian Pasdar.

## Historial de publicaciones
El personaje aparece por primera vez en Avengers # 158 (abril de 1977) y fue creado por Jim Shooter y Sal Buscema.

## Biografía ficticia
Franklin Hall es un físico canadiense involucrado en un experimento en una instalación de investigación privada en las Montañas Rocosas canadienses. Un error en los cálculos de Hall hace que las partículas de gravitón se fusionen con sus propias moléculas, y Hall más tarde descubre que puede controlar mentalmente la gravedad. Hall al principio trata de ocultar su nueva habilidad, pero se siente tentado por el poder potencial, y vistiendo un disfraz adopta el alias "Graviton".
Cuando Graviton se hace cargo de las instalaciones de investigación y prohíbe todas las comunicaciones con el mundo exterior, un colega científico envía una señal de socorro al equipo de superhéroes, Los Vengadores. Un furioso Graviton luego levanta la instalación varios miles de pies hacia el cielo y amenaza con matar al científico. Los Vengadores luego llegan y atacan, pero todos son derrotados cuando quedan atrapados en un campo de gravedad. En la Mansión de los Vengadores, un Pantera Negra que regresa se entera de su difícil situación y se une al dios del trueno Thor, actualmente también con licencia del equipo, y los dos se dirigen a la instalación. Cuando Pantera libera a los Vengadores cautivos, Thor combate a Graviton hasta detenerlo hasta que es engañado para que piense que un científico compañero suyo se ha suicidado. Graviton entra en pánico y hace que toda la instalación se derrumbe sobre él, formando una esfera de piedra gigante que los Vengadores arrojan a un río.
Graviton luego reaparece, aunque sufre de amnesia y está fluctuando dentro y fuera de la existencia. De alguna manera, guiado a la científica por la que siente, Graviton intenta secuestrarla pero es detenido por los Cuatro Fantásticos, Mole y el Inhumano Black Bolt. Durante la batalla, Graviton se describe a sí mismo como un "agujero negro viviente" y se transforma en un humanoide de 50 pies (15 m). Luego, Graviton es atacado hasta que pierde la concentración, y luego aparentemente implosiona y se considera muerto. Graviton en algún momento puede reformar su cuerpo y decide buscar una novia. Elevando un almacenan de Bloomingdale's en el cielo, toma varias mujeres como rehenes hasta que engañado por Thor. Thor luego se queda con un Gravitón derrotado en una dimensión alternativa.
Graviton puede regresar cuando una anomalía abre un portal a la Tierra. Al llegar a Los Ángeles, Graviton intenta unir a todos los elementos criminales bajo su liderazgo, pero es derrotado por los Vengadores de la Costa Oeste. Graviton estaba entre los villanos reclutados por el señor Bitterhorn en la Legión maldita de Mephisto. Fueron utilizados en parte de un plan para matar al Beyonder con el arma Beyondersbane de Mephisto, pero fueron retrasados por la Mole hasta que el arma se derritió. Graviton luego recluta a los supervillanos Halflife, Quantum y Zzzax como aliados, pero una vez más son vencidos por los Vengadores de la Costa Oeste. Graviton luego derrota a Spider-Man, y después de una escaramuza con los Cuatro Fantásticos, es derrotado por un Spider-Man de poder cósmico.
Graviton luego ataca a los Vengadores de nuevo, pero es derrotado cuando sobrecargan sus poderes, desterrándolo a otra dimensión alternativa. Luego envía una señal de socorro, que es notada por los villanos Techno y Barón Zemo. Graviton finalmente es liberado y ataca a los equipos: Thunderbolts y Vengadores de los Grandes Lagos, pero la Thunderbolt Moonstone lo persuade para que reconsidere sus prioridades. Deseando aún más poder, Graviton reclutó un equipo de criminales y saqueó la ciudad de San Francisco, hasta que finalmente fue derrotado por los Thunderbolts con el uso de la tecnología de Machine Man, cuyas capacidades de vuelo cancelan la gravedad.
Desterrado una vez más a la misma dimensión alternativa, Graviton se vuelve loco por las constantes derrotas y el exilio de la Tierra, y regresa con el objetivo de la conquista mundial total, acompañado por un P'tah de nivel adulto llamado M'reel. En busca de venganza contra los Thunderbolts, Graviton irrumpe en sus cuarteles generales para descubrir que se han disuelto y han sido reemplazados por el grupo Redentores. Graviton mata a casi todo el equipo antes de ser derrotado por un Thunderbolts reformado. Al descubrir que M'reel estaba canalizando su poder para crear una disformidad dimensional que permitía al P'tah invadir la Tierra, un furioso Graviton aparentemente muere, deteniendo la invasión alienígena y salvando los Thunderbolts.
En circunstancias no reveladas, Graviton regresó a la Tierra una vez más y se hizo impotente el tiempo suficiente para ser encarcelado en la Balsa con otros criminales sobrehumanos. Sin embargo, cuando Electro cortocircuitó las defensas de la Balsa para liberar a Sauron, Graviton y docenas de otros presos escaparon, solo para ser confrontados por los héroes que pronto se organizarían como la última encarnación de los Vengadores. Aunque recapturado, Graviton evidentemente sufrió una lesión en la cabeza que de alguna manera disminuyó sus poderes, haciéndolo mucho menos poderoso que en su encuentro anterior con los Thunderbolts. También fue más megalómano que nunca durante su próximo escape, y se declaró capaz de perdonar y castigar los pecados. Los Vengadores reorganizados nuevamente lucharon contra él en Ryker's, y después de herir al Capitán América y Spider-Man, Graviton fue derribado y casi muerto por un Iron Man mejorado por Extremis.
Después de luchar contra Iron Man una vez más, al ser acusado de asesinato por un asociado del mandarín que poseía poderes manipuladores de la gravedad similares al suyo, utiliza sus poderes para provocar un aneurisma en el cerebro, concluyendo que nunca recibirá un juicio justo y querer terminar las cosas en sus términos.
Una historia de 2010 revela que Graviton tiene un hijo con los mismos poderes que él, un criminal llamado Singularity, pero se reveló que era un niño normal no relacionado con Graviton, que había sido lavado y mutado por el malvado hijo del Líder llamado Superior.
Graviton aparece vivo como parte del nuevo Consejo Superior de AIM (junto a Andrew Forson, Jude el Entropic Man, Mentallo, Superia y un Taskmaster encubierto) como el ministro de Ciencia. Cuando los Vengadores Secretos intentaron asesinar a Andrew Forson, Graviton los atacó, pero fue detenido rápidamente por un ataque de las armaduras inteligentes Iron Patriot lideradas por Hulk.
Durante la historia de 2016 "Avengers: Standoff!", Graviton se mostró en un video de entrenamiento para los cadetes de S.H.I.E.L.D. que trabajaban en la comunidad privada Pleasant Hill sometida a la tecnología derivada de Cubo Cósmico "Kobik", que lo convirtió en un hombre apacible, un chef de Pleasant Hill llamado Howie Howardson.
Durante la historia del Imperio Secreto 2017, Graviton es reclutado por el barón Helmut Zemo para unirse al Ejército del Mal.

## Poderes y habilidades
Franklin Hall era un humano normal hasta que recibió el poder de una explosión que entremezcló sus moléculas con partículas de gravitones sub-nucleares generadas por un generador de partículas cercano, lo que le dio la capacidad de manipular gravitones (las partículas subatómicas que llevan la fuerza de la atracción gravitacional) y antigravitones (partículas similares pero con fuerza opuesta y giro de los gravitones). Graviton podría rodear a cualquier persona u objeto, incluido él mismo, con gravitones o antigravitones, aumentando o disminuyendo la atracción de la gravedad sobre él. Hall fue capaz de manipular gravitones para diversos usos, incluida la proyección de explosiones de gran conmoción cerebral, formación de campos de fuerza gravitacional y levitación, y también se ha demostrado capaz de generar campos gravitacionales en diversos objetos, atrayéndolos a cualquier materia (o individuos) cercana. no lo suficientemente pesado o físicamente lo suficientemente fuerte como para resistir. Al disminuir la atracción de la gravedad debajo de él, luego manipulando su dirección de efecto, podía volar a cualquier velocidad o altura en la que aún pudiera respirar. Sin embargo, al usar sus capacidades de generación de campo de fuerza también podía respirar en el espacio. Al aumentar el tirón de la gravedad debajo de sus oponentes, podría clavarlos en el suelo, hacerlos demasiado pesados para moverse, o causar suficiente estrés gravitacional para perjudicar el funcionamiento normal del sistema cardiovascular humano. También podría causar que un objeto inanimado (como una roca de 1 pie (0,30 m) de diámetro) irradie suficientes gravitones para aumentar enormemente su propio campo gravitacional, capaz de atraer materia y energía cercanas.
Al proyectar rápidamente los gravitones en un haz cohesivo, podría generar un estallido de fuerza con una fuerza máxima de conmoción equivalente a la onda de choque primaria de una explosión de 20,000 libras de TNT. También podría crear un campo de fuerza gravitacional a su alrededor capaz de protegerlo de cualquier fuerza de conmoción hasta e incluyendo una pequeña arma nuclear.
En gran escala, Graviton podría ejercer su control gravitacional sobre una distancia máxima de 2.36 millas (3.80 km) de su cuerpo. Por lo tanto, el volumen máximo de materia que podría influir a la vez es 55,1 millas cúbicas (230 km 3). Una vez que ejerció este control levantando en el aire una masa de tierra cónica invertida en forma de tronco de rosa cuya área más alta era de 4 millas (6,4 km) de ancho, y lo que hace volar como si fuera un dirigible no rígido. También podría erigir un campo de fuerza gravitacional de proporciones similares. Graviton anteriormente podía realizar hasta cuatro tareas por separado al mismo tiempo; al mismo tiempo, no solo levantó una masa terrestre de 4 millas (6,4 km) de ancho tan alto como el nivel de la nube sobre San Francisco, sino que al mismo tiempo también se rodeó de una campo de fuerza, descendió sobre una pequeña roca, y arrojó algunos policías y un helicóptero 10 000 millas (16,000 km) en órbita. Graviton podría usar su poder a capacidad máxima durante hasta ocho horas antes de que la fatiga mental perjudicara significativamente su rendimiento, y considerablemente más tiempo (hasta dieciocho horas) si conservaba su energía durante ese tiempo.
De alguna manera también fue capaz de otorgar el poder de vuelo autopropulsado a al menos 70 personas independientes de su ubicación; sin embargo, también fue capaz de quitarse este poder con solo un pensamiento.
Con el tiempo y el entrenamiento, sus poderes avanzaron aún más, hasta el punto de levitar una isla millas sobre el nivel del suelo, ejerciendo su poder incluso mientras dormía, transformando las montañas en la Luna, y demostrando la habilidad levantar una piedra pequeña en China mientras residía en Los Ángeles, luego depositarla en Australia a través de la cabeza de una víctima solo para ver si podía hacerlo. Al separarse del campo gravitacional de la Tierra y en lugar de sintonizarse con el increíblemente fuerte campo gravitacional del Sol, pudo cruzar la distancia de la Tierra al Sol casi instantáneamente, donde su campo de fuerza individual resultó lo suficientemente fuerte como para resistir las fuerzas del Sun en sí mismo, simulando efectivamente el teletransporte de largo alcance. Para regresar del Sol a la Tierra, utilizó el campo gravitacional del Sol como una forma de tirachinas y pudo cruzar la distancia a la Tierra en cuestión de minutos.
La demostración de poder más ambiciosa de Hall fue cuando retuvo a casi todos los héroes de Marvel en estasis, incluidos los Cuatro Fantásticos, algunos de los X-Men y potencias físicas como Thor, Hércules, Hulk y Namor, y comenzó a usar sus poderes para probar remodelando la Tierra a su imagen.
También tenía la capacidad de detectar cambios extradimensionales y objetos en fase o invisibles a través de su conocimiento inmediato de la fluctuación gravitacional y aunque no podía invocar portales dimensionales, al menos era capaz de ciérralos Podía simular una gran fuerza sobrehumana y durabilidad usando campos gravitónicos para rodear su cuerpo, pero no podía manipular la densidad o aumentar su fuerza física.
Además de sus poderes para manipular la gravedad, Hall tenía un doctorado en Física y era intelectualmente brillante, con experiencia en física avanzada, incluida la teletransportación. Su mayor limitación fue que estaba muy perturbado emocional y mentalmente.

## En otros medios

### Televisión

#### Acción en vivo
El Dr. Franklin Hall aparece en la temporada 1, episodio tres de Agents of S.H.I.E.L.D, titulado "The Asset", interpretado por Ian Hart. Es un físico canadiense que fue secuestrado por su excompañero, Ian Quinn, para que pueda terminar el trabajo en un manipulador de gravedad alimentado por una sustancia que manipula la gravedad, llamada gravitonio. Creyendo que el gravitonio es peligroso, Hall intenta destruir el dispositivo. Phil Coulson intenta salvar a Hall, pero este último es arrastrado al gravitonio. La sustancia reaparece más tarde en esa temporada, en el episodio titulado " Providence", cuando los agentes de Hydra lo liberan, mientras que el líder de Hydra, John Garrett le devuelve el gravitonio a Quinn.
En el episodio de la temporada 5, "Inside Voices", se revela que Quinn también fue absorbido por el gravitonio después de la derrota de Garrett, y desde entonces ha estado discutiendo con Hall dentro de la sustancia. Ruby Hale, una agente genéticamente modificada de Hydra, invade una instalación subterránea de S.H.I.E.L.D. y se infunde el 8% del gravitonio disponible en poder de S.H.I.E.L.D. Ruby no puede controlar los poderes de manipulación de la gravedad que adquiere y mata a uno de los líderes de Hydra, Werner von Strucker antes de ser asesinada por Elena Rodríguez, y S.H.I.E.L.D. adquiere entonces el gravitonio restante. Más tarde, cuando S.H.I.E.L.D. es atacado por los guerreros de Remorath enviados por Qovas, Talbot se infunde con el 92% restante del gravitonio (junto con la conciencia de Hall y Quinn, atrapados dentro de él) y se convierte en la versión UCM de Graviton. Talbot usa sus nuevas habilidades para matar a los guerreros antes de tomar a Phil Coulson para enfrentarse a Qovas. Talbot toma el control de la nave de Qovas y se apropia de un traje alienígena que se asemeja al de Graviton en los cómics. Reivindicando deliradamente que puede salvar al mundo de la invasión de Thanos, Talbot mata a Hale, obliga a Coulson a cooperar, y secuestra a Robin Hinton y su madre Polly para buscar más gravitonio. Él es derrotado cuando Daisy Johnson mejora sus habilidades con el suero Centipede y lo lanza al espacio, evitando una línea de tiempo alternativa donde procedió a destruir la Tierra en busca de gravitonio.

#### Animación
Graviton aparece en las dos partes de Los Vengadores: Los Héroes más poderosos del planeta, episodio "The Breakout" interpretado por Fred Tatasciore. Franklin Hall se unió a S.H.I.E.L.D. en un plan para recrear el Súper Soldado, aunque terminó causando el accidente que le dio poderes gravitacionales casi ilimitados. Debido a que era peligroso, Hall terminó encarcelado en La Balsa por Nick Fury en estado inconsciente durante 10 años. Cuando se produjo un problema tecnológico en la Bóveda, Graviton fue liberado y planeó su venganza contra Nick Fury. Esto fue interrumpido por Thor, Avispa, Iron Man, Hulk y Ant-Man que lucharon en equipo contra Graviton. Después de la derrota de Graviton, la pelea con él inspiró a los superhéroes que lucharon para mantenerse unidos como "Los Vengadores". También se mencionó que Graviton aún estaba inconsciente cuando comenzó el brote masivo.
Gravitón aparece en el episodio 12 de La Mujer Araña como soberano del Universo Oscuro.

### Película
También hizo una aparición en una película de Avengers Confidential: Black Widow & Punisher. Asistiendo a una subasta de súper soldados hechos de un suero fabricado a partir de la sangre de Capitán América por un científico que fue amante de Viuda Negra. Gravitón fue rápidamente vencido por Hulk.

### Videojuegos
- Gravitón aparece como un jefe en el juego de Game Boy The Amazing Spider-Man 2.
- Graviton es un villano jefe en el juego móvil Marvel: Avengers Alliance 2.[45]